# Pleurostachys
Pleurostachys är ett släkte av halvgräs. Pleurostachys ingår i familjen halvgräs.

## Dottertaxa tillPleurostachys, i alfabetisk ordning[1]
- Pleurostachys angustifolia
- Pleurostachys beyrichii
- Pleurostachys bracteolata
- Pleurostachys bradei
- Pleurostachys calyptrocaryoides
- Pleurostachys densifoliata
- Pleurostachys distichophylla
- Pleurostachys douglasii
- Pleurostachys foliosa
- Pleurostachys gaudichaudii
- Pleurostachys geraldiana
- Pleurostachys graminifolia
- Pleurostachys guianensis
- Pleurostachys hoehneana
- Pleurostachys kuhlmannii
- Pleurostachys loefgrenii
- Pleurostachys martiana
- Pleurostachys millegrana
- Pleurostachys muelleri
- Pleurostachys orbignyana
- Pleurostachys pearcei
- Pleurostachys peruviana
- Pleurostachys puberula
- Pleurostachys regnellii
- Pleurostachys scaposa
- Pleurostachys sellowii
- Pleurostachys sparsiflora
- Pleurostachys stricta
- Pleurostachys tenuiflora
- Pleurostachys turbinata
- Pleurostachys ulei
- Pleurostachys undulatifolia
- Pleurostachys urvillei